# Litembo
Litembo ist ein Verwaltungsbezirk (Ward) des Distrikts Mbinga in der tansanischen Region Ruvuma.

## Geografie
Litembo liegt im Südwesten von Tansania knapp 100 Kilometer Luftlinie südwestlich der Regionshauptstadt Songea und 20 Kilometer vom Malawisee entfernt.
Das Gebiet ist gebirgig, die Einwohner verteilen sich auf viele kleine Orte. Das Klima ist gemäßigt warm, Cwb nach der effektiven Klimaklassifikation. Die Durchschnittstemperatur liegt bei 18,8 Grad Celsius, sie schwankt zwischen 15,2 Grad im Juli und 21,4 Grad im November. Die über 3000 Millimeter Niederschlag fallen hauptsächlich in der Zeit von November bis April, in den Monaten Juni bis Oktober regnet es jeweils weniger als 100 Millimeter.
Der Bezirk grenzt im Nordwesten an Kitura, im Norden an Ngima, im Nordosten an Wukiro, im Osten an Myangayanga des Distrikts Mbinga (TC), im Südosten an Mbuji, im Südwesten an Maguu und im Westen an Langiro. Bei der Volkszählung 2022 lebten 12.432 Menschen in 3023 Haushalten auf einer Fläche von 47 Quadratkilometern.

## Gliederung
Der Bezirk besteht aus sechs Gemeinden (Mtaa) mit 37 Orten (Kitongoji):
| Mahenge - Matomondo Juu - Matomondo Chini - Ndololela - Mahenge Chini - Jipa - Madukani | Lituru - Lituru Juu - lituru Chini - Kihoko - Mahegu - Ngemu - Likwanza A - litembo Mission - Likwanza B - Kiule A - Kiule B | Litembo - Litembo Juu - Litembo Chini - Homora - Kigangi - Mwegero - Mitanga | Mitambotambo - Mitambotambo Juu - Mitambotambo Chini - Kitete | Mhagawa Asili - Mhagawa Asili A - Mhagawa Asili B - Mapelele A - Mapelele B - Mhindo A - Mhindo B - Kikwelu | Langandondo - Manzeye - Langandondo Juu - Langandondo Chini - Laini - Muheza |

## Infrastruktur
- Bildung: Die Utembo Secondary School ist die einzige weiterführende Schule des Bezirks.[10] Es ist eine staatliche Tagesschule mit einer Ausbildung bis zur 4. Stufe.[11]
- Gesundheit: In Litembo liegen ein von der römisch-katholischen Kirche betriebenes Distriktkrankenhaus[12] und zwei öffentliche Apotheken.[13][14]